# USS Tirante (SS-420)
USS Tirante (SS-420) là một  tàu ngầm lớp Tench được Hải quân Hoa Kỳ chế tạo vào giai đoạn cuối Chiến tranh Thế giới thứ hai. Nó là chiếc tàu chiến duy nhất của Hải quân Hoa Kỳ được đặt cái tên này, theo tên một loài thuộc họ Cá hố. Nhập biên chế năm 1944, nó đã phục vụ trong giai đoạn sau cùng của Thế Chiến II, thực hiện được ba chuyến tuần tra và đánh chìm được tám tàu Nhật Bản với tổng tải trọng 15.886 GRT. Sau khi xung đột chấm dứt, nó xuất biên chế cho đến năm 1952, rồi được nâng cấp trong khuôn khổ Dự án GUPPY IIA, và đã tiếp tục phục vụ trong giai đoạn Chiến tranh Lạnh cho đến năm 1973. Con tàu cuối cùng bị bán để tháo dỡ vào năm 1974. Tirante được tặng thưởng danh hiệu Đơn vị Tuyên dương Tổng thống cùng hai Ngôi sao Chiến trận do thành tích phục vụ trong Thế Chiến II.

## Thiết kế và chế tạo

### Thiết kế
Lớp tàu ngầm Tench là sự cải tiến tiếp theo của các lớp tàu ngầm hạm đội   Balao và   Gato, vốn đã chứng minh thành công trong hoạt động chống Nhật Bản tại Mặt trận Thái Bình Dương. Lớp tàu này, tích lũy những kinh nghiệm trong giai đoạn đầu của cuộc xung đột, là lớp tàu ngầm cuối cùng được Hải quân Hoa Kỳ chế tạo trong chiến tranh.
Những chiếc lớp Tench có chiều dài 311 ft 9 in (95,02 m), mạn tàu rộng 27 ft 4 in (8,33 m) và mớn nước tối đa 17 ft (5,2 m), có trọng lượng choán nước 1.570 tấn Anh (1.600 t) khi nổi và 2.414 tấn Anh (2.453 t) khi lặn. Chúng trang bị bốn động cơ diesel Fairbanks-Morse 38D8-⅛ 10-xy lanh chuyển động đối xứng, dẫn động máy phát điện để cung cấp điện năng cho hai động cơ điện, đạt được công suất 5.400 shp (4.000 kW) cho phép di chuyển với tốc độ tối đa 20,25 hải lý trên giờ (37,50 km/h) khi nổi. Khi hoạt động ngầm dưới nước, chúng được cung cấp điện từ hai dàn ắc-quy Sargo 126-cell để vận hành hai động cơ điện General Electric lõi kép tốc độ chậm, có công suất 2.740 shp (2.040 kW) và đạt tốc độ tối đa 8,75 kn (16,21 km/h). Tầm xa hoạt động là 16.000 hải lý (30.000 km) khi đi trên mặt nước ở tốc độ 10 kn (19 km/h) và có thể hoạt động kéo dài đến 75 ngày; tuy nhiên khả năng hoạt động ngầm bị giới hạn bởi dung lượng điện ắc-quy, sẽ cạn trong 48 giờ khi di chuyển với tốc độ 2 kn (3,7 km/h). Chiếc tàu ngầm mang theo tiếp liệu đủ cho mười sĩ quan và 71 thủy thủ trong 75 ngày.
Lớp Tench được trang bị mười ống phóng ngư lôi 21 in (530 mm), gồm sáu ống trước mũi và bốn ống phía đuôi tàu, và mang theo tổng cộng 28 quả ngư lôi. Vũ khí trên boong tàu gồm một hải pháo 5 inch/25 caliber, một khẩu pháo phòng không Bofors 40 mm nòng đơn và một khẩu đội Oerlikon 20 mm nòng đôi, kèm theo hai súng máy .50 caliber.

### Chế tạo
Tirante được đặt hàng vào ngày 22 tháng 2, 1943 và được đặt lườn tại Xưởng hải quân Portsmouth ở  Kittery, Maine vào ngày 28 tháng 4, 1944. Nó được hạ thủy vào ngày 9 tháng 8, 1944, được đỡ đầu bởi bà Ruth Maynard Sieglaff, phu nhân Trung tá Hải quân William B. Sieglaff, hạm trưởng Tench (SS-417), và được cho nhập biên chế cùng Hải quân Hoa Kỳ vào ngày 6 tháng 11, 1944 dưới quyền chỉ huy của Hạm trưởng, Thiếu tá Hải quân George L. Street III.

## Lịch sử hoạt động

### Thế Chiến II
Sau khi hoàn tất việc chạy thử máy và huấn luyện, Tirante khởi hành từ Căn cứ Tàu ngầm Hải quân tại New London, Connecticut vào ngày 8 tháng 1, 1945 và băng qua kênh đào Panama để đi sang khu vực Thái Bình Dương. Nó đi đến Trân Châu Cảng vào ngày 10 tháng 2, và tiếp tục được huấn luyện tại vùng biển quần đảo Hawaii.

#### Chuyến tuần tra thứ nhất
Tirante xuất phát từ Oahu vào ngày 3 tháng 3 cho chuyến tuần tra đầu tiên trong chiến tranh, hoạt động dọc bờ biển phía Đông Kyūshū trước khi tuần tra quanh bán đảo Triều Tiên. Vào ngày 25 tháng 3, nó phóng ngư lôi đánh chìm tàu rải lưới Fuji Maru 703 GRT ngoài khơi Torishima, tại tọa độ 31°09′B 130°31′Đ / 31,15°B 130,517°Đ. Ba ngày sau đó 28 tháng 3, nó tiếp tục phóng ngư lôi đánh chìm tàu chở hàng Nase Maru 1.218 GRT ở vị trí về phía Tây mũi Oniki về phía Tây Nam Kyūshū, tại tọa độ 32°15′B 129°55′Đ / 32,25°B 129,917°Đ. Ngay sau đó, tàu hộ tống đối phương đã truy lùng Tirante trong suốt bảy giờ, buộc chiếc tàu ngầm phải lặn sâu ẩn nấp, nhưng cuối cùng đã thoát đi được mà không bị hư hại.
Vào ngày 31 tháng 3, Tirante phá hủy một thuyền gỗ 70 tấn bằng hỏa lực pháo 5-inch và 40-mm; tuy nhiên sang ngày hôm sau 1 tháng 4, một loạt ba quả ngư lôi nhắm vào một tàu đổ bộ đối phương đã bị trượt. Chiếc tàu ngầm sau đó chuyển sang hoạt động tại vùng biển phía Nam bán đảo Triều Tiên gần eo biển Tsushima, và lúc sáng sớm ngày 6 tháng 4, nó trồi lên mặt biển để phá hủy một thuyền đánh cá Nhật Bản và bắt giữ làm tù binh chiến tranh ba thủy thủ. Sang ngày hôm sau, nó phóng ngư lôi nhắm vào một tàu chở hàng 2.800 tấn đang vận chuyển thùng chứa dầu. Sau khi mục tiêu trúng ngư lôi và đắm, Tirante dẫn đường cho một tàu đánh cá Triều Tiên đến cứu vớt những người sống sót. Tuy nhiên tài liệu phía Nhật Bản không xác nhận chiến công này.

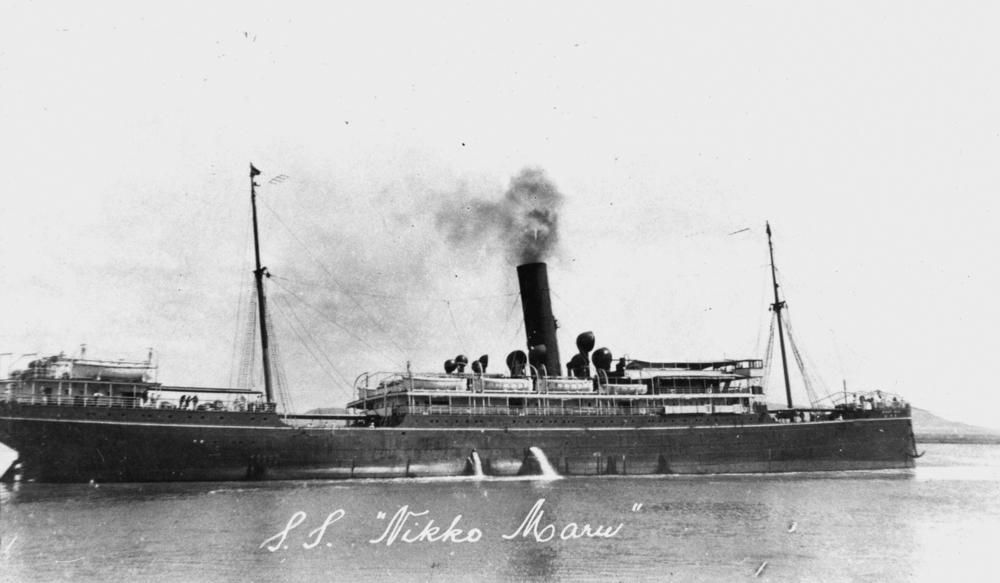
Tirante đánh chìm tàu chở quân Nikkō Maru vào tháng 4, 1945, khiến 668 người thiệt mạng

Căn cứ vào tin tức được các đơn vị tình báo tín hiệu Đồng Minh chặn và giải mã được, một đoàn tàu vận tải đối phương sẽ đi ngang khu vực tuần tra của Tirante, nên chiếc tàu ngầm đã tổ chức phục kích vào ngày 9 tháng 4. Bắt gặp hai tàu đối phương, nó phóng ba quả ngư lôi vào mỗi mục tiêu, và một loạt đã đánh trúng tàu chở quân Nikkō Maru (5.058 tấn), đang vận chuyển hồi hương binh lính và thủy thủ từng chiến đấu tại Thượng Hải, Trung Quốc. Sau khi Nikkō Maru bị đánh chìm tại tọa độ 36°50′B 123°55′Đ / 36,833°B 123,917°Đ, các tàu hộ tống đối phương phản công, và chiếc tàu ngầm đối phó bằng cách phóng một quả ngư lôi dò âm vào những kẻ tấn công. Nó nghe thấy một vụ nổ khi quả ngư lôi đánh trúng đối thủ, nhưng một lần nữa thành tích này không được công nhận.
Tirante tiếp tục tuần tra trong khu vực Hoàng Hải giữa đảo Saishū (nay là đảo Jeju) và cửa sông Dương Tử. Nó nhận được tin tức tình báo về một tàu vận tải quan trọng đang có mặt trong cảng Cheju, vào ngày 14 tháng 4. Cho dù chỉ còn lại bảy quả ngư lôi, Tirante tiếp cận mục tiêu trên mặt nước dưới sự che chở của bóng tối, bất chấp nguy cơ bị radar hay máy bay hoặc tàu tuần tra đối phương phát hiện. Sau khi băng qua vùng biển nông được cài thủy lôi cùng nhiều chướng ngại vật ngầm cho đến khi độ sâu chỉ còn 10 sải (18 m), nó xâm nhập vào cảng và phát hiện ba mục tiêu: một tàu chở hành khách-hàng hóa lớn cùng hai tàu hộ tống. Tirante phóng ngư lôi tấn công mục tiêu lớn nhất, đánh chìm Juzan Maru (3.943 tấn) tại tọa độ 33°25′B 126°15′Đ / 33,417°B 126,25°Đ.
Tuy nhiên, ánh sáng của vụ nổ đã khiến Tirante bị lộ tung tích, báo động cho các tàu hộ tống Nomi (900 tấn) và tàu phòng vệ duyên hải CD-31 (800 tấn), vốn đã lập tức khởi hành đi về phía chiếc tàu ngầm. Đang khi rút lui hết tốc độ ra phía biển, Tirante phóng hết số ngư lôi còn lại ngoại trừ một quả vào những kẻ truy đuổi, đánh chìm cả hai tại tọa độ 33°25′B 126°15′Đ / 33,417°B 126,25°Đ. Trên đường quay trở về Midway, nó cứu vớt và bắt giữ làm tù binh thêm hai phi công Nhật Bản, rồi về đến căn cứ Midway vào ngày 26 tháng 4.
Thành tích của Tirante ngay trong chuyến tuần tra đầu tiên đã khiến chiếc tàu ngầm được tặng thưởng danh hiệu Đơn vị Tuyên Dương Tổng thống. Hạm trưởng của nó, Thiếu tá Hải quân George L. Street III, được trao tặng Huân chương Danh dự; trong khi Đại úy Hải quân Edward L. Beach, người sau này sẽ chỉ huy tàu ngầm Triton (SSRN-586) trong chuyến đi dưới nước vòng quanh thế giới, được tặng thưởng Huân chương Chữ thập Hải quân.

#### Chuyến tuần tra thứ hai
Khởi hành từ Midway vào ngày 20 tháng 5, hạm trưởng của Tirante đồng thời chỉ huy một bầy sói bao gồm chín chiếc mang biệt danh "Street's Sweepers". Đơn vị này đã tuần tra trong khu vực Hoàng Hải và biển Hoa Đông nhằm tìm kiếm những mục tiêu tiềm năng, lúc này đã trở nên hiếm hoi. Tirante tìm thấy một đoàn tàu vận tải bốn chiếc vào ngày 11 tháng 6 tại vùng biển ngoài khơi Nagasaki, né tránh ba tàu hộ tống để phóng ngư lôi trúng đích một tàu chở hàng khoảng 800 tấn; tuy nhiên tài liệu của phía Nhật Bản thu được sau chiến tranh không xác nhận chiến công này.
Sang ngày hôm sau, Tirante xâm nhập cảng thuộc đảo Hashima, ở khoảng 7 mi (11 km) về phía Tây Nam Nagasaki. Từ khoảng cách 1.000 yd (910 m), nó phóng ba quả ngư lôi tấn công chiếc tàu chở hàng Hakuju Maru (2.200 tấn) đang neo đậu cặp bến một mỏ than, đánh chìm mục tiêu tại tọa độ 32°37′B 129°45′Đ / 32,617°B 129,75°Đ. Chiếc tàu ngầm sau đó rút lui hết tốc độ ra phía biển để né tránh hỏa lực pháo bờ biển đối phương.
Tiếp tục chuyến tuần tra, Tirante cùng đồng đội quấy phá tuyến hàng hải giữa Triều Tiên và Nhật Bản, phá hủy nhiều thuyền buồm vận chuyển hàng tiếp liệu từ Triều Tiên đi sang các đảo chính quốc Nhật Bản. Các đội đổ bộ từ chiếc tàu ngầm thường bắt giữ thuyền trưởng đối phương để thẩm vấn, cho thủy thủ sang các bè cứu sinh rồi đốt cháy tàu đối phương. Tirante còn phá hủy hai tàu canh phòng được vũ trang của đối phương trước khi quay trở về Guam vào ngày 19 tháng 7.

#### Chuyến tuần tra thứ ba
Xuất phát từ Guam cho chuyến tuần tra thứ ba vào ngày 12 tháng 8,  Tirante vẫn còn đang trên đường đi khi cuộc xung đột chấm dứt do Nhật Bản chấp nhận đầu hàng vào ngày 15 tháng 8. Chiếc tàu ngầm quay trở lại Midway vào ngày 23 tháng 8, rồi tiếp tục lên đường để quay trở về vùng bờ Đông Hoa Kỳ. Nó neo đậu tại Xưởng hải quân Washington trong tháng 10, rồi chuyển đến căn cứ hải quân tại đảo Staten, New York vào ngày 31 tháng 10. Tirante lại di chuyển đến New London, Connecticut vào ngày 8 tháng 1, 1946, nơi nó hoạt động huấn luyện cho đến khi được cho xuất biên chế vào ngày 6 tháng 7, 1946 và được đưa về thành phần dự bị. 

## Phần thưởng
Tirante được tặng thưởng danh hiệu Đơn vị Tuyên Dương Tổng thống cùng hai Ngôi sao Chiến trận do thành tích phục vụ trong Thế Chiến II. Nó được ghi công đã đánh chìm tám tàu Nhật Bản với tổng tải trọng 15.886 tấn.
|                           |  |  |
| Bronze star · Bronze star |  |  |

| Dãi băng Hoạt động Tác chiến                                            | Đơn vị Tuyên Dương Tổng thống        | Huân chương Chiến dịch Hoa Kỳ         |
| Huân chương Chiến dịch Châu Á-Thái Bình Dương với 2 Ngôi sao Chiến trận | Huân chương Chiến thắng Thế Chiến II | Huân chương Phục vụ Phòng vệ Quốc gia |